# Pocahontas, Iowa
Pocahontas là một thành phố thuộc quận Pocahontas, tiểu bang Iowa, Hoa Kỳ. Năm 2010, dân số của thành phố này là 1789 người.

## Dân số
Dân số qua các năm:
- Năm 2000: 1970 người.
- Năm 2010: 1789 người.